# ICC Women’s World Twenty20 2012
Die ICC World Women’s Twenty20 2012 war die dritte Weltmeisterschaft im Twenty20-Cricket der Frauen und fand parallel zur Weltmeisterschaft der Männer vom 26. September bis 7. Oktober 2012 in Sri Lanka statt. Im Finale konnte sich Australien gegen England mit einem 4 Run Sieg durchsetzen.

## Teilnehmer
Das Teilnehmerfeld besteht aus acht Mannschaften. Dabei qualifizierten sich Pakistan und Südafrika beim Women’s Cricket World Cup Qualifier 2011 für dieses Turnier:
| - Australien - Pakistan | - England - Südafrika | - Indien - Sri Lanka | - Neuseeland - West Indies |

## Format
In die zwei Vorrundengruppen wurden jeweils vier Teams gelost, in denen Jeder gegen Jeden jeweils ein Spiel absolviert. Dabei gibt es für die siegreiche Mannschaft zwei Punkte, für die unterlegene keinen. Kann kein Sieger festgestellt werden (beispielsweise durch Regenabbruch) erhielten beide Mannschaften je einen Punkt. Sollte nach den gespielten Innings beider Mannschaften beide die gleiche Anzahl von Runs erzielt haben, folgt ein Super Over. Sollte auch dieses unentschieden verlaufen, ist die Anzahl der am meisten erzielten Runs mit einem Ball entscheidend. Nach der Vorrunde qualifizieren sich jeweils die besten beiden Mannschaften für das Halbfinale, wobei bei Punktgleichheit die Net Run Rate entscheidend ist. Die beiden Sieger der Halbfinals spielen anschließend das Finale aus.

## Austragungsorte
Während die Vorrundenspiele in Galle ausgetragen wurden, fanden Halbfinale und Finale wie bei den Männer am gleichen Tag und Ort (R. Premadasa Stadium, Colombo) statt.
| Stadion                     | Stadt   | Kapazität | Spiele             |
| --------------------------- | ------- | --------- | ------------------ |
| R. Premadasa Stadium (RPS)  | Colombo | 35.000    | Halbfinale, Finale |
| Galle International Stadium | Galle   | 35.000    | Vorrunde           |

## Kaderlisten
Die Teams benannten die folgenden Kader für das Turnier. Neuseeland benannte seinen Kader am 16. August, Indien am 20. August, die West Indies und England am 21. August, Sri Lanka am 23. August und Pakistan, Südafrika und Australien am 29. August.
| WTwenty20 | WTwenty20 | WTwenty20 | WTwenty20 | WTwenty20 |
| Australien | England | Indien | Neuseeland |           |
| --- | --- | --- | --- | --------- |
| - Jodie Fields (K) - Alex Blackwell - Jess Cameron - Nicola Carey - Lauren Ebsary - Rachael Haynes - Alyssa Healy (wk) - Julie Hunter - Jess Jonassen - Meg Lanning - Erin Osborne - Ellyse Perry - Leah Poulton - Lisa Sthalekar - Sarah Coyte | - Charlotte Edwards (K) - Tammy Beaumont (wk) - Arran Brindle - Katherine Brunt - Holly Colvin - Lydia Greenway - Jenny Gunn - Danielle Hazell - Amy Jones - Heather Knight - Laura Marsh - Anya Shrubsole - Sarah Taylor - Danni Wyatt - Susie Rowe                                                                          | - Mithali Raj (K) - Harmanpreet Kaur - Ekta Bisht - Archana Das - Jhulan Goswami - Reema Malhotra - Mona Meshram - Sulakshana Naik (wk) - Nagarajan Niranjana - Rasanara Parwin - Anuja Patil - Poonam Raut - Amita Sharma - Shubhlakshmi Sharma - Gouher Sultana    | - Suzie Bates (K) - Erin Bermingham - Kate Broadmore - Nicola Browne - Sophie Devine - Lucy Doolan - Sara McGlashan - Frances Mackay - Katey Martin (wk) - Morna Nielsen - Katie Perkins - Liz Perry - Sian Ruck - Amy Satterthwaite                         |           |
| Pakistan | Sri Lanka | Südafrika | West Indies |           |
| - Sana Mir (K) - Nain Abidi - Asmavia Iqbal - Batool Fatima (wk) - Bismah Maroof - Elizebath Khan - Javeria Khan - Javeria Rauf - Marina Iqbal - Nahida Khan - Nida Dar - Qanita Jalil - Sadia Yousuf - Sumaiya Siddiqi - Masooma Junaid        | - Shashikala Siriwardene (K) - Sandamali Dolawatte - Inoka Galagedara - Chamari Athapaththu - Eshani Lokusuriyage - Yasoda Mendis - Udeshika Prabodhani - Inoka Ranaweera - Deepika Rasangika - Maduri Samuddika - Chamani Seneviratna - Dilani Manodara (wk) - Prasadani Weerakkody - Sripali Weerakkody - Nilakshi de Silva | - Mignon du Preez (K) - Trisha Chetty (wk) - Susan Benade - Dinesha Devnarain - Shandre Fritz - Alison Hodgkinson - Shabnim Ismail - Marizanne Kapp - Ayabonga Khaka - Marcia Letsoalo - Sunette Loubser - Suné Luus - Yolandi van der Westhuizen - Dané van Niekerk | - Merissa Aguilleira (K, wk) - Stafanie Taylor - Shemaine Campbelle - Britney Cooper - Shanel Daley - Deandra Dottin - Stacy-Ann King - Kycia Knight - Anisa Mohammed - Subrina Munroe - Juliana Nero - Shaquana Quintyne - Shakera Selman - Tremayne Smartt |           |

## Turnier

### Gruppe A
Tabelle
| Gruppe A   | Sp. | S | N | NR | P | NRR    |
| ---------- | --- | - | - | -- | - | ------ |
| England    | 3   | 3 | 0 | 0  | 6 | +1.341 |
| Australien | 3   | 2 | 1 | 0  | 4 | +0.628 |
| Pakistan   | 3   | 1 | 2 | 0  | 2 | −1.367 |
| Indien     | 3   | 0 | 3 | 0  | 0 | −0.607 |

Spiele
| 27. September Scorecard | Galle | England 133-6 (20)          | – | Pakistan 90 (19.4) |
|                         |       | England gewinnt mit 43 Runs |   |                    |

| 27. September Scorecard | Galle | Indien 104-8 (20)                | – | Australien 105-2 (17.2) |
|                         |       | Australien gewinnt mit 8 Wickets |   |                         |

| 29. September Scorecard | Galle | Australien 146-5 (20)                       | – | Pakistan 38-3 (9/9) |
|                         |       | Australien gewinnt mit 25 Runs (D/L method) |   |                     |

| 29. September Scorecard | Galle | Indien 116-6 (20)             | – | England 118-1 (17.1) |
|                         |       | England gewinnt mit 9 Wickets |   |                      |

| 1. Oktober Scorecard | Galle | Pakistan 98-9 (20)         | – | Indien 97-8 (20) |
|                      |       | Pakistan gewinnt mit 1 Run |   |                  |

| 1. Oktober Scorecard | Galle | Australien 144-5 (20)         | – | England 146-3 (18.1) |
|                      |       | England gewinnt mit 7 Wickets |   |                      |

### Gruppe B
Tabelle
| Gruppe B    | Sp. | S | N | NR | P | NRR    |
| ----------- | --- | - | - | -- | - | ------ |
| West Indies | 3   | 2 | 1 | 0  | 4 | +1.602 |
| Neuseeland  | 3   | 2 | 1 | 0  | 4 | +0.638 |
| Südafrika   | 3   | 1 | 2 | 0  | 2 | −1.194 |
| Sri Lanka   | 3   | 1 | 2 | 0  | 2 | −0.692 |

Spiele
| 26. September Scorecard | Galle | Sri Lanka 79 (20)               | – | Südafrika 80-4 (17.2) |
|                         |       | Südafrika gewinnt mit 6 Wickets |   |                       |

| 26. September Scorecard | Galle | Neuseeland 117-9 (20)             | – | West Indies 118-3 (18.0) |
|                         |       | West Indies gewinnt mit 7 Wickets |   |                          |

| 28. September Scorecard | Galle | Neuseeland 151-5 (20)          | – | Südafrika 129-9 (20) |
|                         |       | Neuseeland gewinnt mit 22 Runs |   |                      |

| 28. September Scorecard | Galle | Sri Lanka 50-3 (10.3/10.3)                | – | West Indies 42-8 (8/8) |
|                         |       | Sri Lanka gewinnt mit 5 Runs (D/L method) |   |                        |

| 30. September Scorecard | Galle | Südafrika 70-8 (20)                | – | West Indies 71-0 (9.4) |
|                         |       | West Indies gewinnt mit 10 Wickets |   |                        |

| 30. September Scorecard | Galle | Sri Lanka 89 (17.4)              | – | Neuseeland 90-2 (15.4) |
|                         |       | Neuseeland gewinnt mit 8 Wickets |   |                        |

### Halbfinale
| 4. Oktober Scorecard | Colombo | Neuseeland 83-8 (20)          | – | England 94-3 (17.2) |
|                      |         | England gewinnt mit 7 Wickets |   |                     |

| 5. Oktober Scorecard | Colombo | Australien 115-7 (20)          | – | West Indies 87 (19.2) |
|                      |         | Australien gewinnt mit 28 Runs |   |                       |

### Finale
| 7. Oktober Scorecard | Colombo | Australien 142-4 (20)         | – | England 138-9 (20) |
|                      |         | Australien gewinnt mit 4 Runs |   |                    |